# Muzeum Henryka Sienkiewicza w Woli Okrzejskiej
Muzeum Henryka Sienkiewicza w Woli Okrzejskiej – muzeum z siedzibą we wsi Wola Okrzejska (powiat łukowski), poświęcone osobie Henryka Sienkiewicza. Placówka jest jednostką organizacyjną Powiatu Łukowskiego, a jego siedzibą jest oficyna dawnego zespołu dworskiego babki pisarza Felicjanny Cieciszewskiej, w którym to Sienkiewicz się urodził i spędził pierwszych dziewięć lat życia.
W latach 2014–2020 dyrektorem muzeum był Maciej Cybulski; w latach 2020–2021 dyrektorem była Beata Skwarek, od 2022 roku dyrektorem jest Magdalena Mitura.

## Historia
Muzeum powstało w 1966 roku, a jego otwarcie poprzedzone było rocznym remontem oficyny dworskiej od podstaw. Początkowo muzeum było oddziałem Muzeum Regionalnego w Łukowie. W otwarciu placówki uczestniczyły m.in. synowa pisarza Zuzanna Sienkiewicz oraz wnuczki Maria Sienkiewicz i Maria Korniłowicz. Jej pierwszym kierownikiem, a następnie dyrektorem był Antoni Cybulski, który pełnił tę funkcję aż do przejścia na emeryturę w 2013 roku.
W latach 70. budynek muzeum przeszedł kapitalny remont. W 1975 placówka uzyskała samodzielność w ramach struktur gminy Krzywda. W 2000 roku w pomieszczeniach muzeum miał miejsce pożar, którego przyczyną była niesprawna instalacja elektryczna.
W ramach muzealnej ekspozycji prezentowane są pamiątki po pisarzu i jego związkach z Podlasiem, w tym zdjęcia oraz obrazy i rzeźby przedstawiające Sienkiewicza. Placówka posiada bogaty księgozbiór wydań dzieł noblisty, w tym wiele pierwszych wydań oraz tłumaczeń na różne języki świata. Ponadto w zbiorach znajdują się prace plastyczne (malarstwo, grafika, rzeźba, rysunek), przedstawiające sienkiewiczowskich bohaterów oraz inspirowane twórczością pisarza, a także eksponaty pochodzące z ekranizacji jego powieści. W dworku urządzono również "Salonik" o wystroju nawiązującym do lat dziecięcych twórcy.
Placówka jest organizatorem licznych imprez, sesji i konkursów, związanych z osobą pisarza oraz współorganizuje zloty szkół jego imienia.
Muzeum jest obiektem całorocznym, czynnym codziennie z wyjątkiem poniedziałków. Wstęp jest płatny.

## Galeria

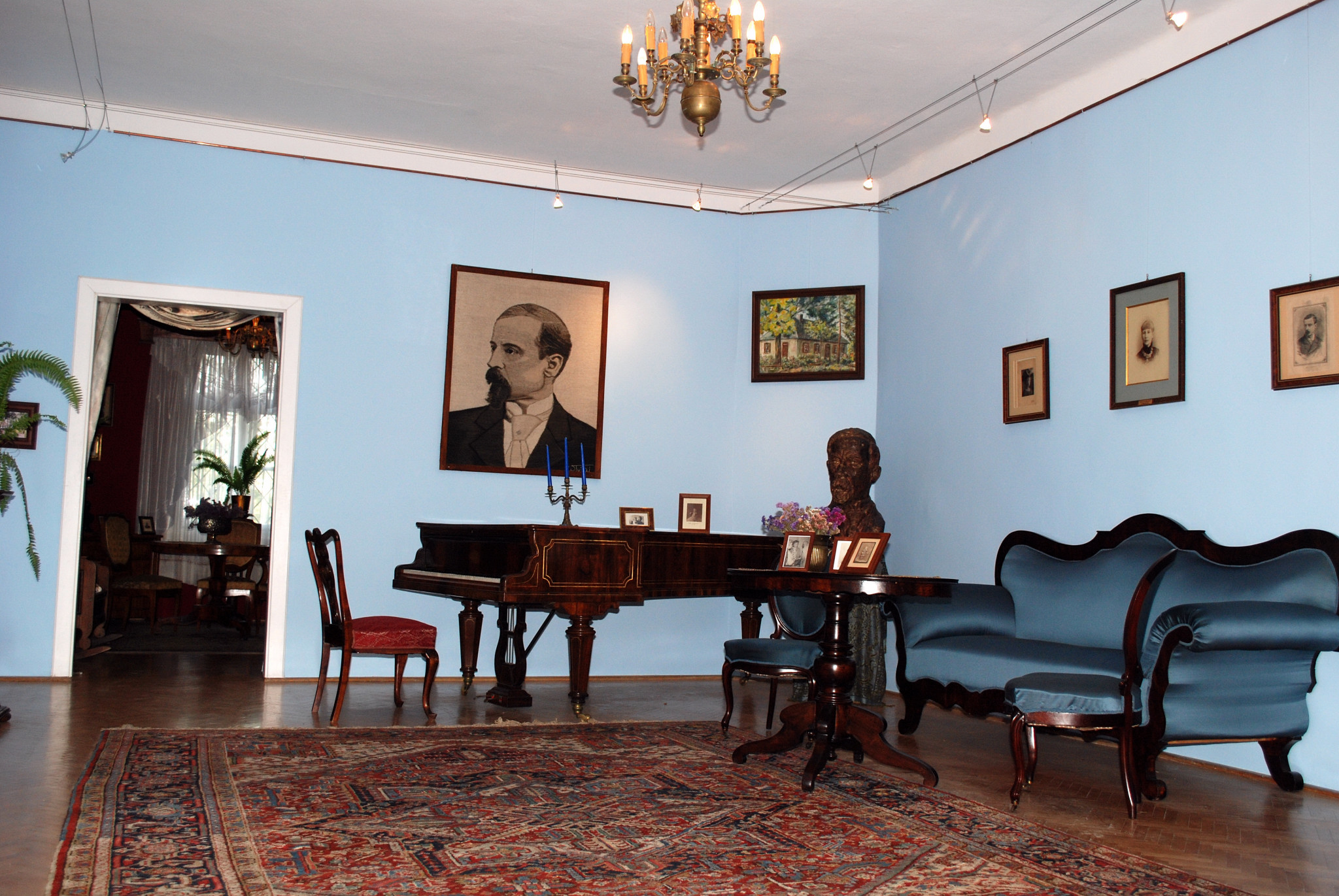
Wnętrza muzeum
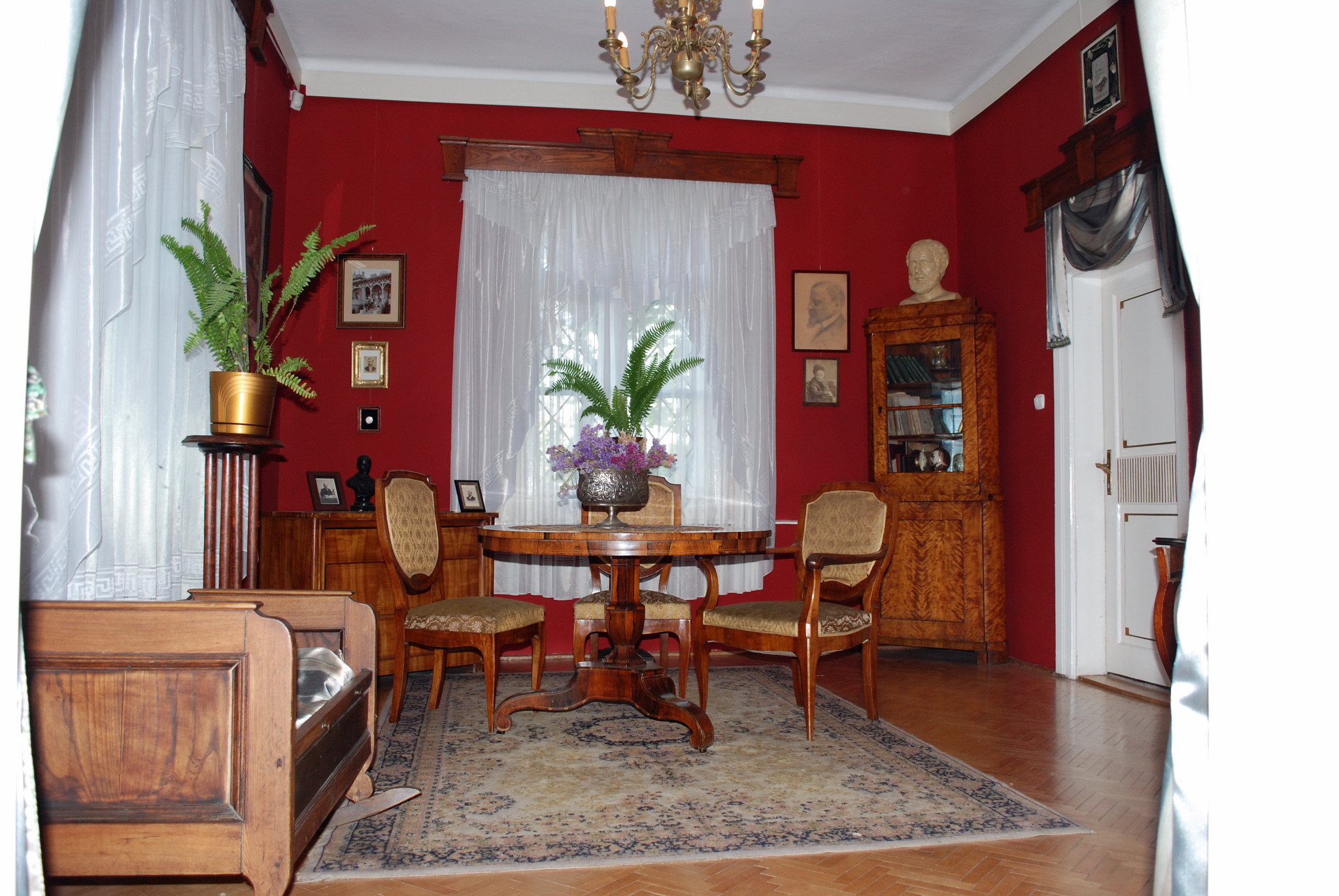
Wnętrza muzeum
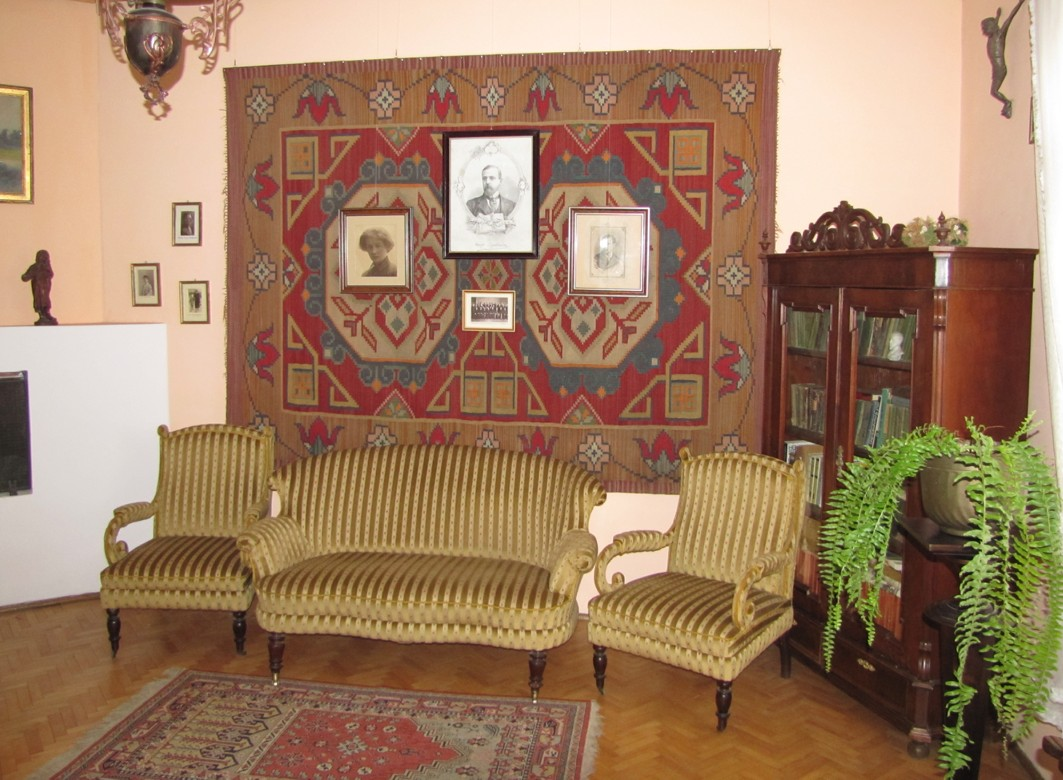
Wnętrza muzeum
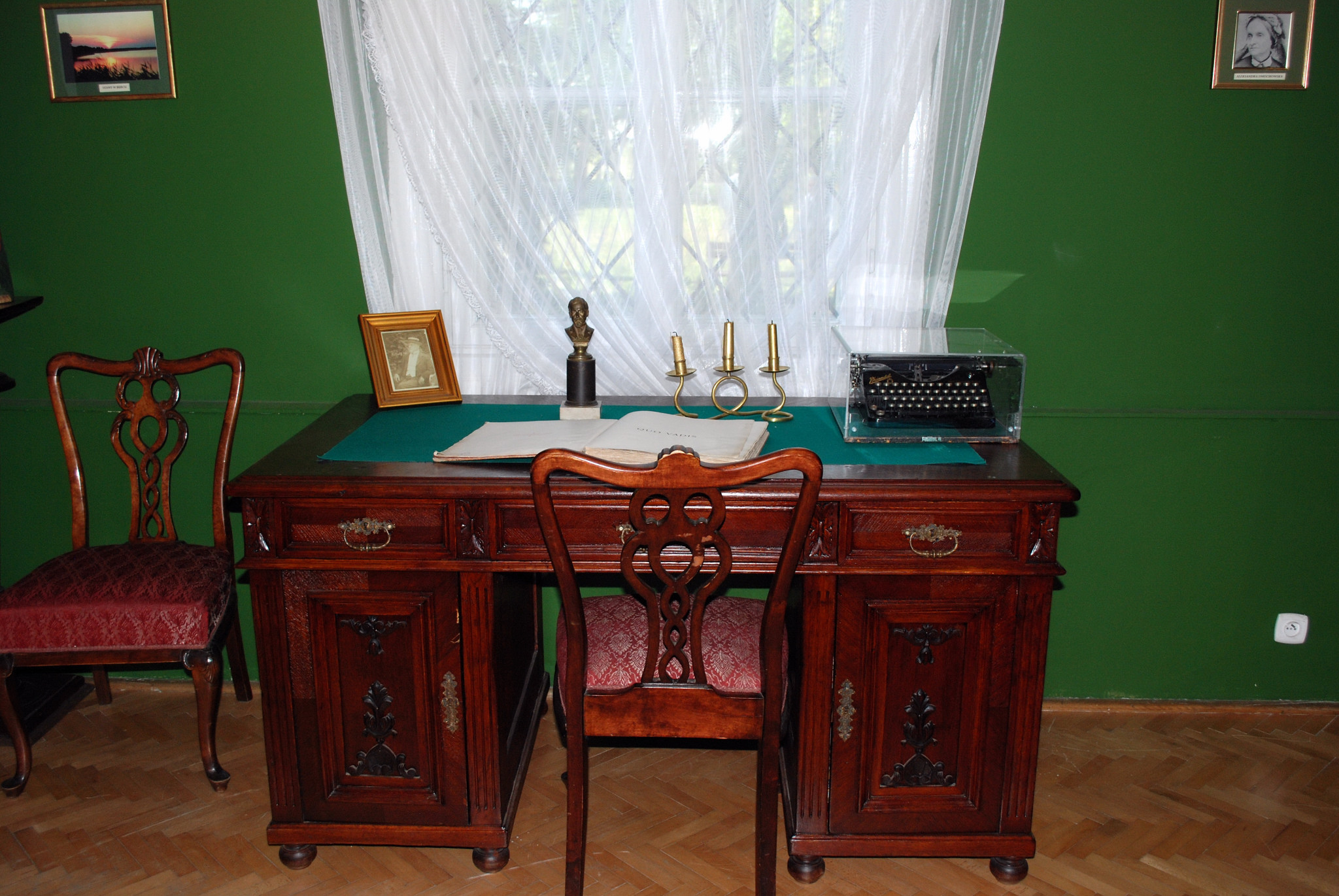
Zbiory muzeum
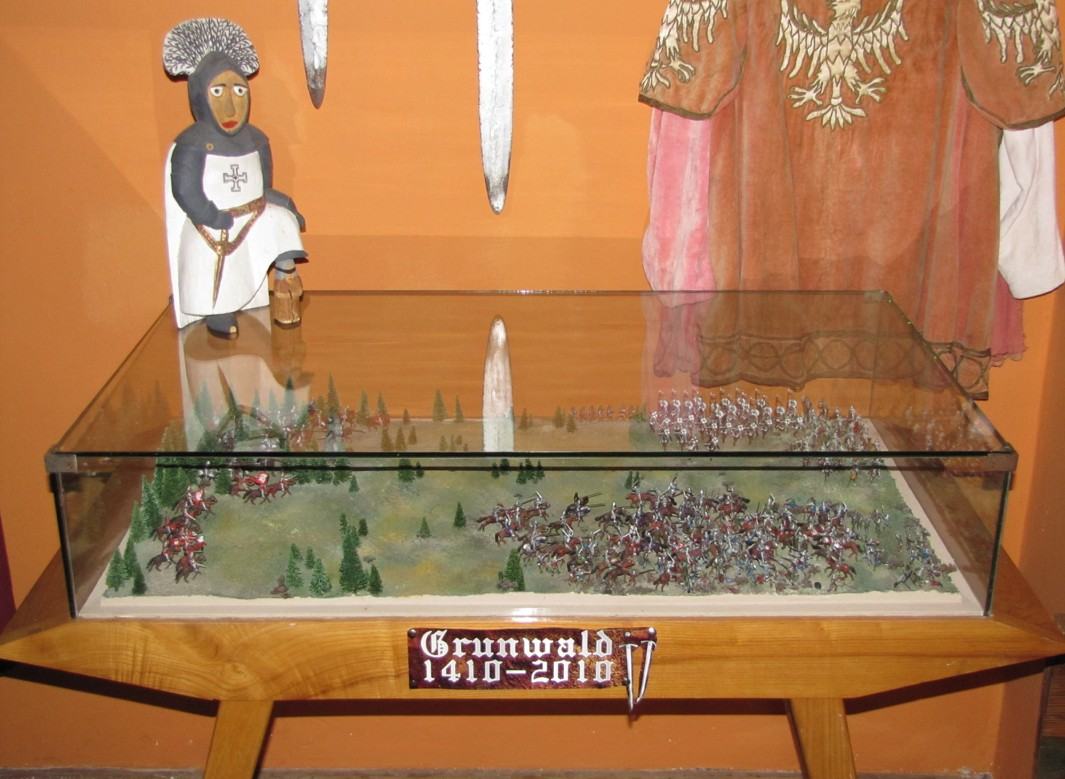
Zbiory muzeum
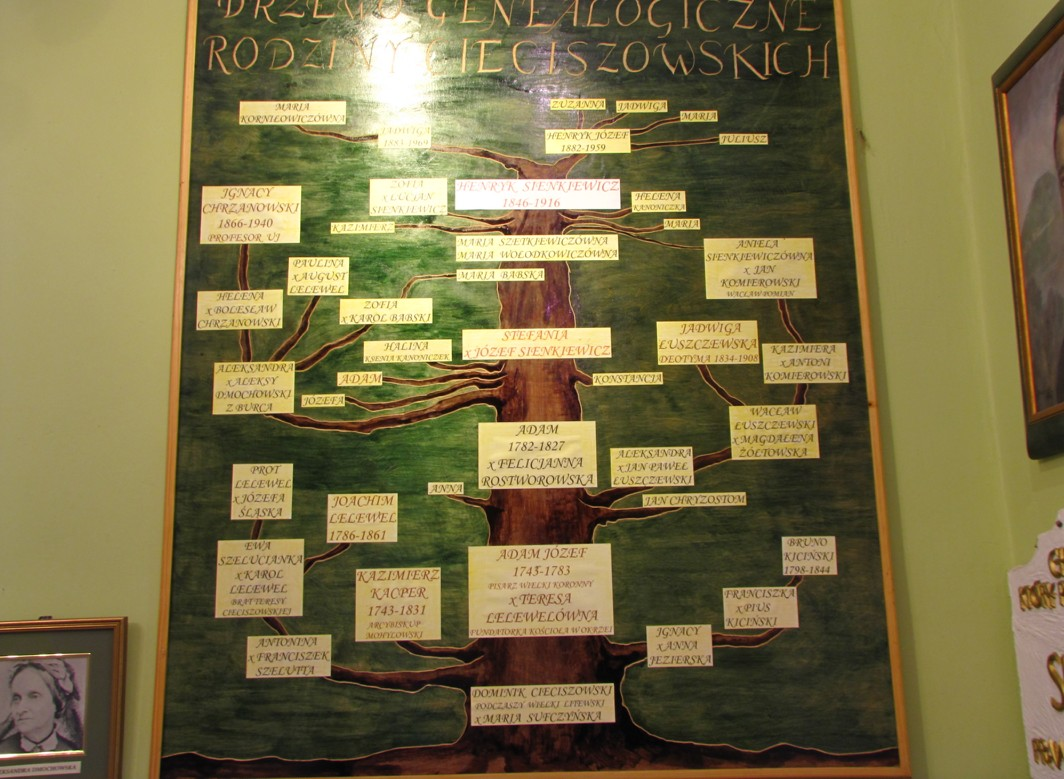
Zbiory muzeum
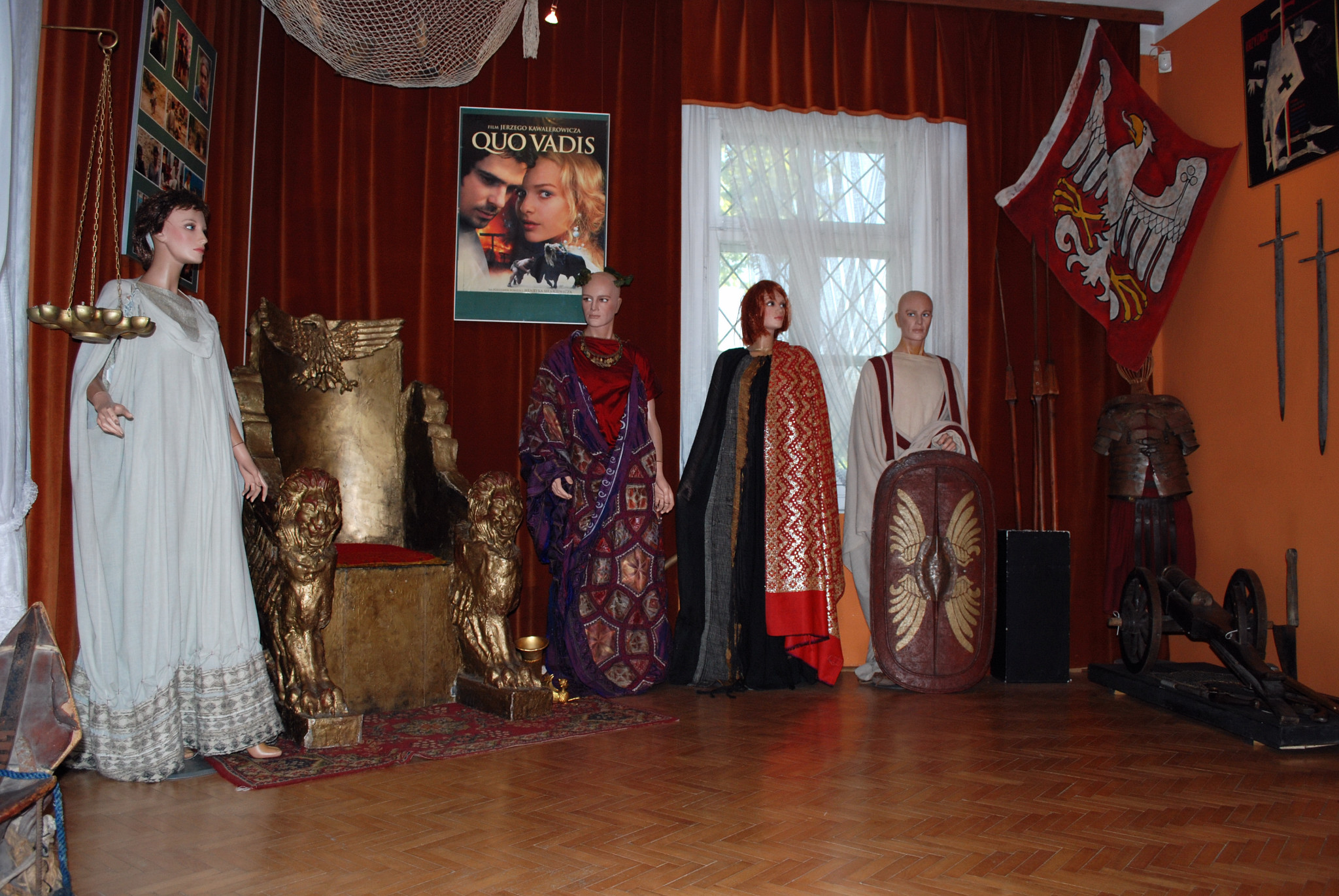
Zbiory muzeum
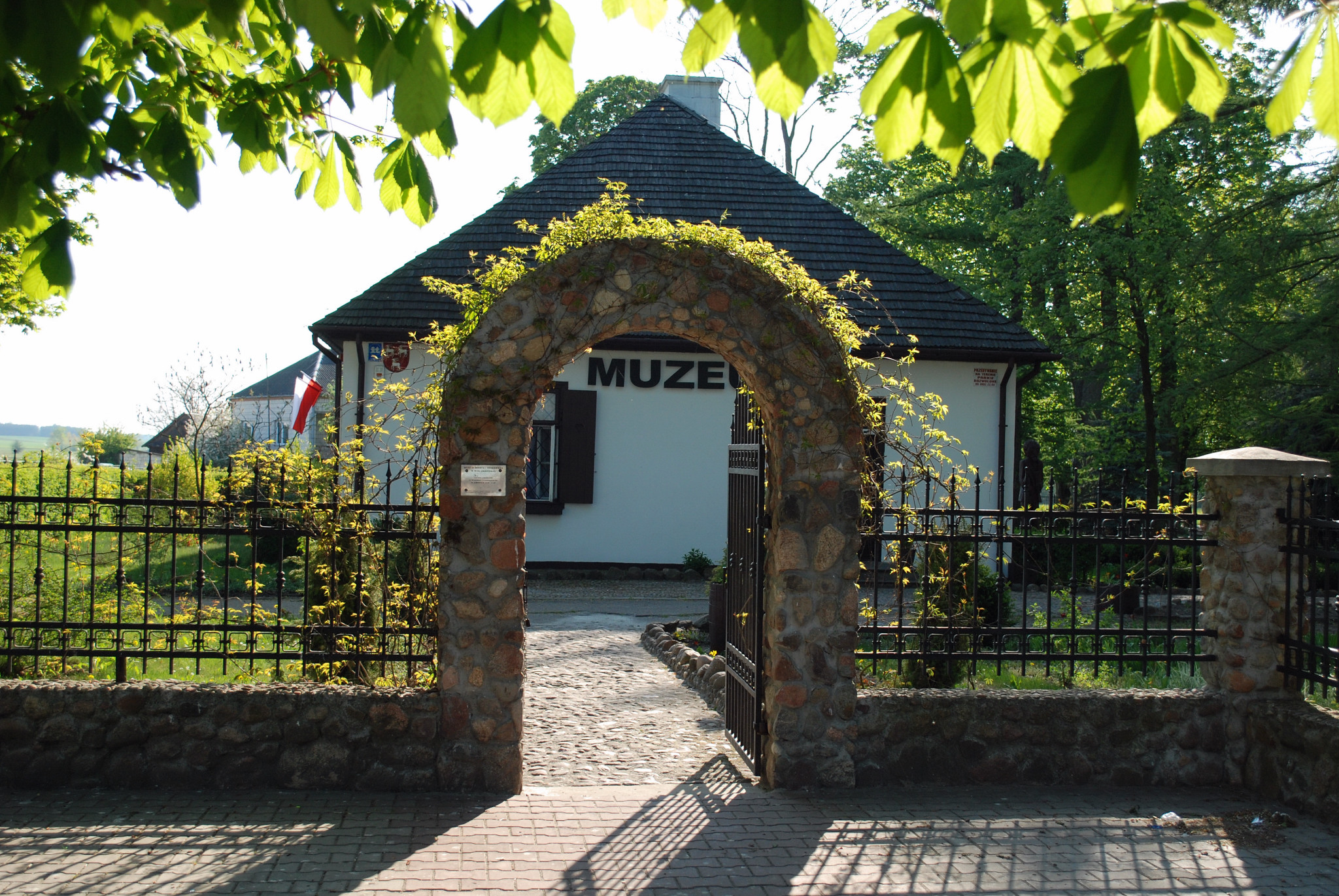
Otoczenie muzeum
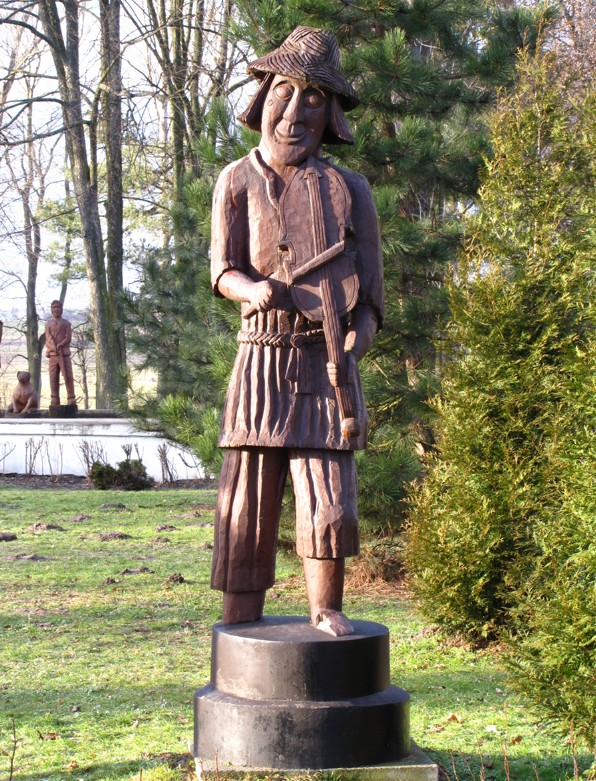
Otoczenie muzeum - Janko Muzykant
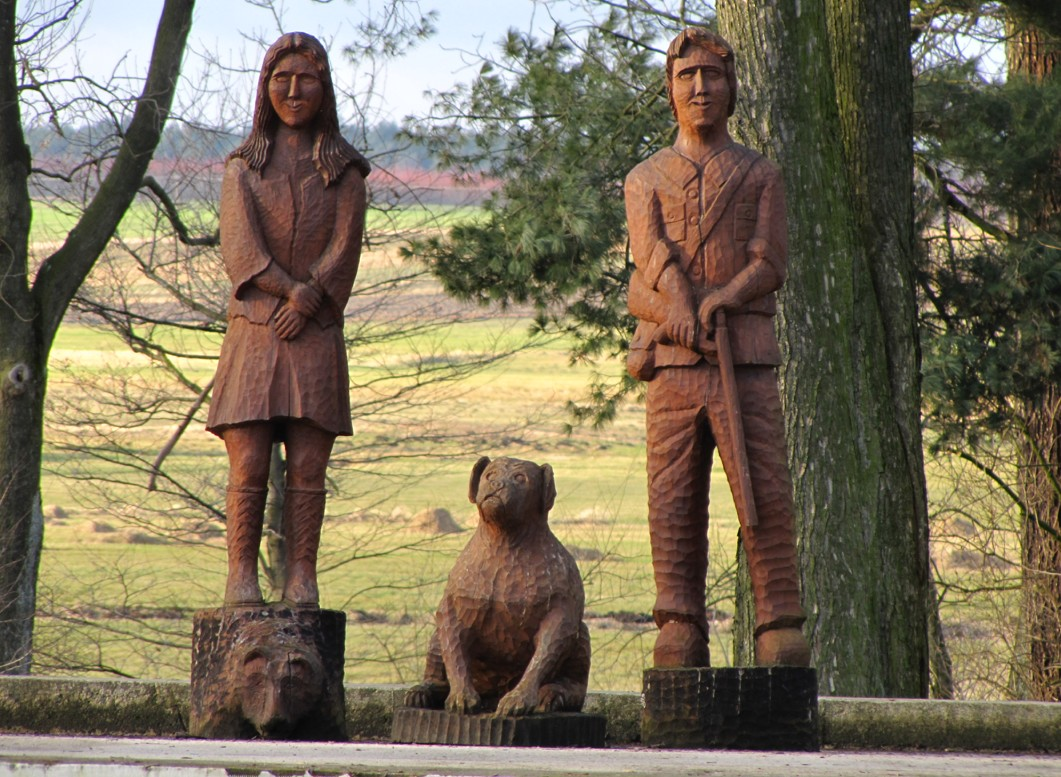
Otoczenie muzeum - Staś i Nel